# Jiří Weiss
Jiří Weiss  (n. 29 martie 1913, Praga, Austro-Ungaria – d. 9 aprilie 2004, Santa Monica, California, SUA) a fost un scenarist și regizor de film, scriitor și pedagog ceh. Descendent dintr-o familie evreiască bogată din Praga a părăsit patria de două ori, trăind în Anglia în timpul celui de-al Doilea Război Mondial și apoi emigrând în Statele Unite în 1968. Printre cele mai cunoscute filme ale sale se numără Frontieră furată, Capcana lupilor, Romeo, Julieta și întunericul și Crimă în stil personal

## Biografie
Neabsolvind studiul de drept, a lucrat ca jurnalist iar din 1934 a lucrat ca regizor de scurtmetraje. După ocuparea Cehoslovaciei de către trupele germane, Weiss a fugit la Londra în 1939 din cauza originii sale și a rămas acolo până la sfârșitul războiului. În acest timp, a lucrat și pentru guvernul cehoslovac în exil din Londra. Aici a turnat pentru GPO Film Unit numeroase filme documentare și scurtmetraje despre piloții cehoslovaci care luptau în Royal Air Force.
Din 1947 întors în patrie, Weiss a regizat din nou lungmetraje, unde a fost, de asemenea, responsabil în mare parte pentru scenariu și a predat la Facultatea de film și televiziune a Academiei de Arte din Praga (în cehă Filmová a televizní fakulta Akademie múzických umění v Praze, FAMU). Invazia trupelor din Pactul de la Varșovia, care a marcat sfârșitul Primăverii de la Praga, l-a condus pe Weiss înapoi în exil. A trăit în Roma și Anglia înainte de a se stabili în Statele Unite. Până în 1982 ca docent a ținut prelegeri de film la Hunter College din New York City și apoi la UC Santa Barbara din Los Angeles.
De asemenea, a scris scenarii și piese de teatru și a publicat memoriile sale în cartea The White Mercedes. Prăbușirea regimului comunist i-a permis lui Weiss să se întoarcă din nou după Revoluția de catifea și în 1990 a reușit să regizeze un lungmetraj (Martha și eu) pentru ultima oară.

## Filmografie selectivă
- 1940 Cine l-a ucis pe Jack Robins? (Who Killed Jack Robins?)
- 1947 Frontieră furată (Uloupená hranice)
- 1948 Păsări de pradă (Dravci)
- 1949 Cântec despre picaj (Písen o sletu) – documentar
- 1950 Poslední výstřel
- 1950 Se ridică noi luptători (Vstanou noví bojovníci)
- 1953 Prietenul meu Fabián (Můj přítel Fabián)
- 1955 Punťa a čtyřlístek
- 1956 Robinsonka
- 1956 Jocul cu viața (Hra o život)
- 1957 Capcana lupilor (Vlčí jáma)
- 1959 O asemenea dragoste (Taková láska)
- 1959 Romeo, Julieta și întunericul (Romeo, Julie a tma)
- 1961 Lașul (Zbabělec)
- 1962 Feriga de aur (Zlaté kapradí)
- 1963 Promiňte, omyl (film TV)
- 1966 31 de grade la umbră (Třicet jedna ve stínu)
- 1966 Crimă în stil personal (Vražda po česku)
- 1968 Spravedlnost pro Selvina  (film TV)
- 1990 Martha și eu / Marta a já

## Premii și nominalizări
- 1949 Festivalul Internațional de Film de la Karlovy Vary: 
  - Premiul Mariánské Lázně, Cel mai bun documentar pentru Cântec despre picaj
- 1958 Festivalul de Film de la Veneția: 
  - New Cinema Award
  - Premiul-FIPRESCI pentru filmul Capcana lupilor
- 1960 Festivalul Internațional de Film de la San Sebastián: 
  - Scoica de Aur pentru filmul Romeo, Julieta și întunericul
- 1965 Festivalul Internațional de Film de la Berlin: 
  - UNICRIT Award pentru 31 de grade la umbră
- 1967 Festivalul Internațional de Film de la San Sebastián: 
  - Scoica de Argint pentru Crimă în stil personal
- 1991 Festivalul Internațional de Film de la Vancouver: Martha și eu